# 三國相國、丞相、司徒列表
洪飴孫《三國職官表》：「魏相國上公一人，第一品。掌丞天子助理萬機。建安十八年，魏國初置丞相，二十一年改為相國，黃初元年改為司徒，甘露五年復置相國。前後居是官者四人。……蜀曰丞相。章武元年置，建興元年開府，軍國事無大小皆聽裁決。諸葛亮薨，因闕。居是官者一人。……吳曰丞相。黃武初置。寶鼎元年分置左右，建衡中復舊。居是官者十一人。」又言：「魏司徒公一人，第一品，主民事。魚豢曰：『契為司徒，百姓和親，夔主賓客，遠人畢至。是其職也。』黃初元年改相國為司徒，與太尉﹑司空為三公。居是官者十一人。……蜀同。章武元年置，居是官者一人。……吳同。寶鼎三年置，居是官者三人。」今據《三國志》諸《帝紀》、《主傳》；萬斯同《歷代史表》中《魏國將相大臣年表》、《魏將相大臣年表》、《吳將相大臣年表》作此表，在位年數不足一年者，按一年計算。

## 相國／丞相

### 魏
| 序次                     | 爵位 | 姓名   | 在位年數 | 在位時間     | 皇帝                |
| 曹魏相國（220年－265年） |      |        |          |              |                     |
| 3                        | 晉王 | 司馬昭 | 5年      | 260年－265年 | 高貴鄉公曹髦 魏元帝 |
| 4                        | 晉王 | 司馬炎 | 1年      | 265年        | 魏元帝              |

251年司马懿曾被任为相国但辞而不受，死后追封相国。

#### 附：藩国晉國
《晉書·卷三·帝紀第三·世祖武帝》載：「（咸熙二年）九月戊午，以魏司徒何曾為（晉國）丞相……」
| 序次                         | 爵位   | 姓名 | 在位年數 | 在位時間 | 晉王          |
| 曹魏晉國國相（258年－265年） |        |      |          |          |               |
| 1                            | 朗陵侯 | 何曾 | 1年      | 265年    | 魏元帝 司馬炎 |

### （蜀）汉
《三國志·蜀書·先主傳》載：「章武元年夏四月，大赦，改年。以諸葛亮為丞相，許靖為司徒。」
| 序次                     | 爵位       | 姓名   | 在位年數 | 在位時間                                      | 皇帝            |
| 蜀漢丞相（221年－263年） |            |        |          |                                               |                 |
| 1                        | 武鄉忠武侯 | 諸葛亮 | 13年     | 221年－234年， 228年－229年间以右将军行丞相事 | 漢昭烈帝 漢懷帝 |

### 吳
《三國志·吳書·吳主傳》載：「（黃武）四年夏五月，丞相孫邵卒。」
| 序次                     | 爵位     | 姓名   | 在位年數 | 在位時間      | 皇帝          |
| 東吳丞相（222年－280年） |          |        |          |               |               |
| 1                        | 陽羡肅侯 | 孫邵   | 3年      | 222年－225年  | 吳大帝        |
| 2                        | 醴陵肅侯 | 顧雍   | 18年     | 225年－243年  | 吳大帝        |
| 3                        | 江陵昭侯 | 陸遜   | 1年      | 244年－245年  | 吳大帝        |
| 4                        | 臨湘侯   | 步騭   | 1年      | 246年－247年  | 吳大帝        |
| 5                        | 雲陽侯   | 朱據   | 3年      | 247年－250年  | 吳大帝        |
| 6                        | 陽都侯   | 諸葛恪 | 1年      | 252年－253年  | 吳廢帝        |
| 7                        | 富春侯   | 孫峻   | 3年      | 253年－256年  | 吳廢帝        |
| 代行                     | (某县侯) | 孙恩   | 不足1年  | 257年         | 吳廢帝        |
| 8                        | 永寧侯   | 孫綝   | 1年      | 258年         | 吳景帝        |
| 9                        | 外黃侯   | 濮陽興 | 2年      | 262年－264年  | 吳景帝 吳末帝 |
| 10左                     | 嘉興侯   | 陸凱   | 3年      | 266年－269年  | 吳末帝        |
| 10右                     | 無       | 萬彧   | 6年      | 266年－272年  | 吳末帝        |
| 守丞相                   | 无       | 孟仁   | 1年      | 267年         | 吳末帝        |
| 11                       | 無       | 许沇   | 不詳     | ？－276年－？ | 吳末帝        |
| 12                       | 山都侯   | 張悌   | 1年      | 279年－280年  | 吳末帝        |

## 司徒

### 魏
《三國志·魏書·文帝紀》載：「（黃初元年十一月癸酉）改相國為司徒，御史大夫為司空，奉常為太常，郎中令為光祿勳，大理為廷尉，大農為大司農。」《魏書·鍾繇華歆王朗傳》載：「另文帝即王位，拜（華歆）相国，封安乐乡侯。及践阼，改为司徒。」
| 序次                     | 爵位     | 姓名   | 在位年數 | 在位時間     | 皇帝                  |
| 曹魏司徒（220年－265年） |          |        |          |              |                       |
| 1                        | 博平敬侯 | 華歆   | 6年      | 220年－226年 | 魏文帝                |
| 2                        | 蘭陵成侯 | 王朗   | 1年      | 226年－228年 | 魏文帝 魏明帝         |
| 3                        | 樂平定侯 | 董昭   | 6年      | 230年－236年 | 魏明帝                |
| 4                        | 高陵貞侯 | 陳矯   | 1年      | 237年        | 魏明帝                |
| 5                        | 南鄉恭侯 | 韓曁   | 1年      | 238年        | 魏明帝                |
| 6                        | 長垣敬侯 | 衛臻   | 10年     | 238年－248年 | 魏明帝 齊王曹芳       |
| 7                        | 安國元侯 | 高柔   | 7年      | 249年－256年 | 齊王曹芳 高貴鄉公曹髦 |
| 8                        | 壽光侯   | 鄭沖   | 7年      | 256年－263年 | 高貴鄉公曹髦 魏元帝   |
| 9                        | （縣侯） | 鍾會   | 1年      | 264年        | 魏元帝                |
| 10                       | 朗陵侯   | 何曾   | 1年      | 264年－265年 | 魏元帝                |
| 11                       | 順陽侯   | 司馬望 | 1年      | 265年        | 魏元帝                |

### (蜀)汉
《三國志·蜀書·先主傳》載：「章武元年夏四月，大赦，改年。以諸葛亮為丞相，許靖為司徒。」
| 序次                     | 爵位 | 姓名 | 在位年數 | 在位時間     | 皇帝     |
| 蜀漢司徒（221年－263年） |      |      |          |              |          |
| 1                        | 無   | 許靖 | 1年      | 221年－222年 | 漢昭烈帝 |

### 吳
《三國志·吳書·三嗣主傳》載：「（寶鼎）三年春二月，以左右御史大夫丁固、孟仁為司徒、司空。」
| 序次                     | 爵位   | 姓名   | 在位年數 | 在位時間      | 皇帝   |
| 東吳司徒（222年－280年） |        |        |          |               |        |
| 1                        | 寿春侯 | 诸葛诞 | 1年      | 257年－258年  | 会稽王 |
| 2                        | 無     | 丁固   | 5年      | 268年－273年  | 吳末帝 |
| 3                        | 無     | 某燮   | 不詳     | ？－276年－？ | 吳末帝 |
| 4                        | 無     | 何植   | 1年      | 279年－280年  | 吳末帝 |